# Jan Stobbaerts
Pour les articles homonymes, voir Stobbaerts.
Jean Stobbaerts, né à Anvers le 18 mars 1838 et mort à Schaerbeek le 25 novembre 1914, est un peintre et graveur connu pour ses tableaux d'animaux, de paysages, de portraits. Stobbaerts était un pionnier du réalisme et de l'impressionnisme « autochtone » en Belgique.

## Biographie
Fils de Martinus Josephus Stobbaerts, menuisier et ébéniste, né à Anvers en 1814 et mort en 1868, et de Joanna Rosalie Pardon, née à Anvers en 1816 et morte à Anvers le 7 février 1846, il est né à Anvers le 18 mars 1838 et fut déclaré à l'état-civil sous les prénoms de Joannes Baptiste. 
Il fut orphelin de mère dès l'âge de six ans, et son père se remaria à Anvers le 24 juin 1846 à Dorothea Nauwelaerts. Tôt veuf pour la deuxième fois, son père épousa en troisièmes noces à Anvers le 14 août 1850 Joanna Cornelia Van Breda (Anvers 1816 - Anvers 1874). Des trois mariages de son père étaient nés des enfants. 
Le jeune Jan fut confié à la garde de plusieurs membres de sa famille, fort pauvre, et ne fréquenta pas l'école.  
À l'âge de huit ans déjà, il fut apprenti chez un menuisier-ébéniste, et plus tard, chez un autre patron, il se spécialisa dans les couvercles de boîtes à tabac. Ensuite, il fut l'assistant d'un peintre décoratif. Il peint alors ses propres compositions qu'il vendait en rue. En 1856, il devint l'élève d'Emmanuel Noterman, un peintre animalier.  
Il a commencé à peindre en 1855 et il a exposé pour la première fois à Bruxelles en 1857.  Parmi les mécènes qui l'ont soutenu, plusieurs membres de la famille Lequime et lors des ventes publiques des tableaux de la Collection Lequime (22 avril 1921 et 1er et 2 mai 1923), de nombreux tableaux de Jan Stobbaerts furent mis aux enchères.
À partir de 1886, il s'établit dans une commune de la région bruxelloise. 
Il épousa le 4 mai 1868 à Anvers Regina Josephina Jacoba Haagen (Anvers 1830 - Schaerbeek 1893) et ils eurent trois enfants : 
- Gustavus Paulus Regina Joannes Stobbaerts (1870 - 1871),
- Euphrasia Leopoldus Regina Valentina (Euphrasie Léopold Régine Valentine) Stobbaerts (Anvers 1871 - Bruxelles 1942), qui épouse à Schaerbeek en 1904 Oscar Leleu, né en 1872 à Schaerbeek, employé des téléphones,
- Eduardus Raymondus Florentinus Joannes (ou Edouard Raymond Florent Jean) Stobbaerts (né à Anvers le 29 juillet 1873), voyageur de commerce, employé, qui épouse en 1896 à Saint-Gilles[4] Joséphine De Lange, née à Bruxelles en 1872, morte à Forest le 20 avril 1904, puis en secondes noces en 1905 à Anderlecht[5] Anne Backaert, née à Laeken en  1876, employée. De son premier mariage, Edouard avait eu deux enfants, Raymond Stobbaerts (1898 - 1940) et Marcel Stobbaerts (Forest 1899 - Etterbeek 1979), peintre, graveur, pastelliste et aquarelliste et ami proche d'Hergé[6].

Parmi ses disciples figure le peintre Georges Van Zevenberghen, dont la mère était la cousine germaine de son épouse Régine Haagen.
En 1900, il reçoit de la France la Légion d'Honneur et est nommé en 1911 commandeur de l'Ordre de Léopold, honneurs auxquels il était particulièrement sensible d'après le Pourquoi pas.
Schaerbeek a nommé une de ses artères avenue Jan Stobbaerts.

## Œuvres
- Étable de la vieille ferme seigneuriale de Cruyninghen
- Sortie de l'étable
- Étable du moulin Saint-Pierre
- Crêpes
- Vaches devant la grande barrière de ferme
- Mare devant la vieille ferme
- Tondeur de chien
- Boucherie anversoise
- Cuisine d'un zoolâtre
- Le curage de la Woluwe, au Musée royal des beaux-arts, à Anvers.

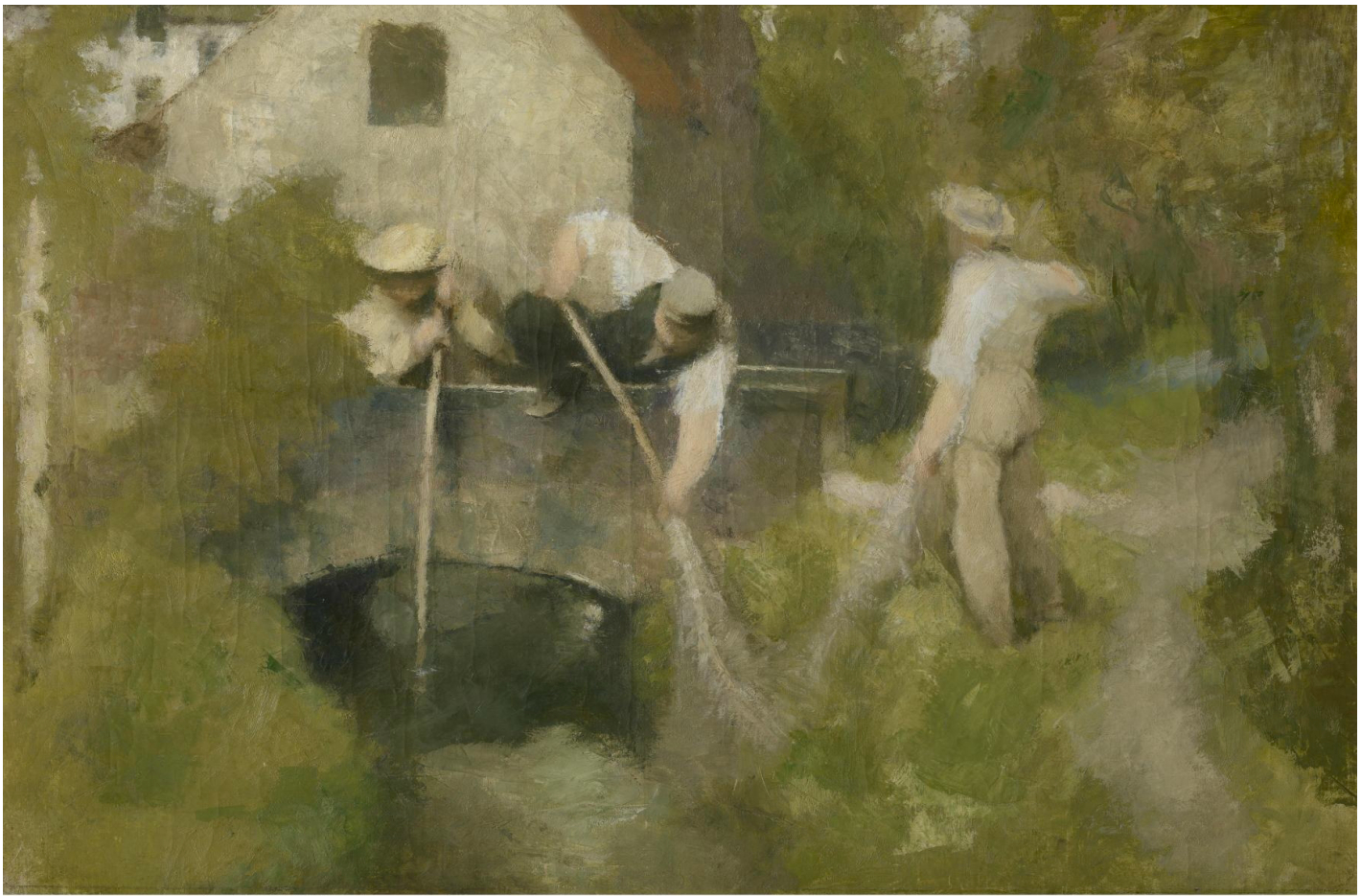
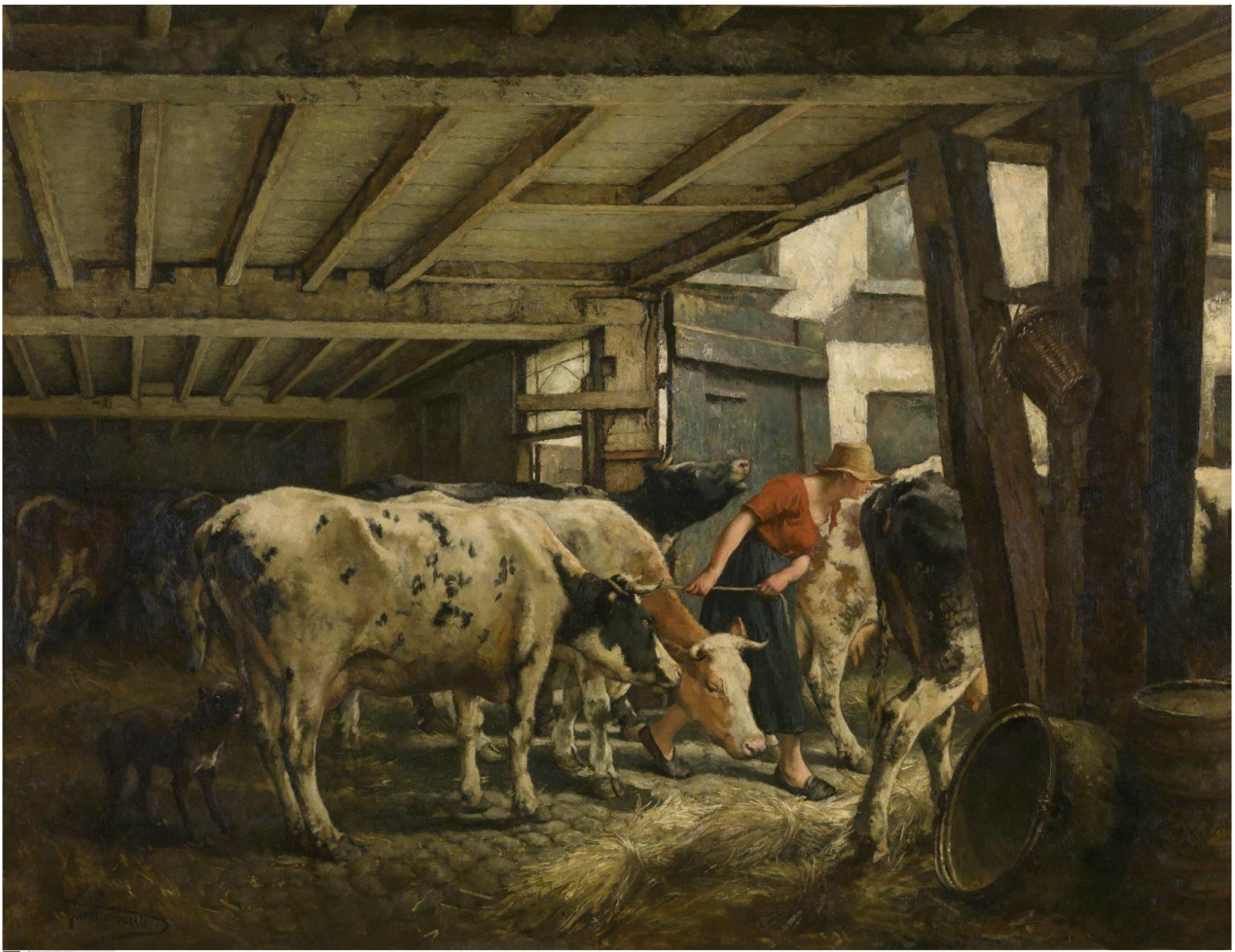
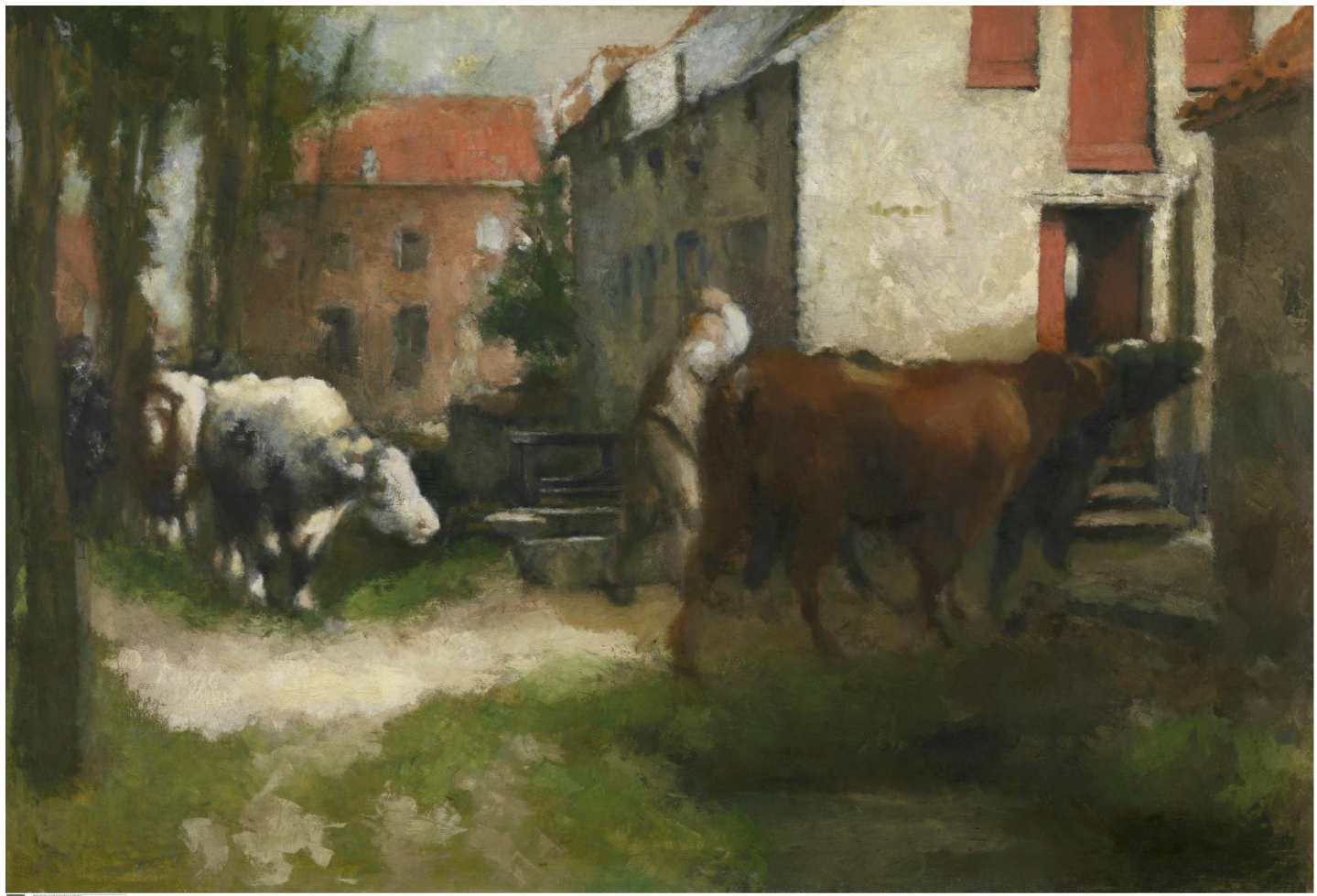
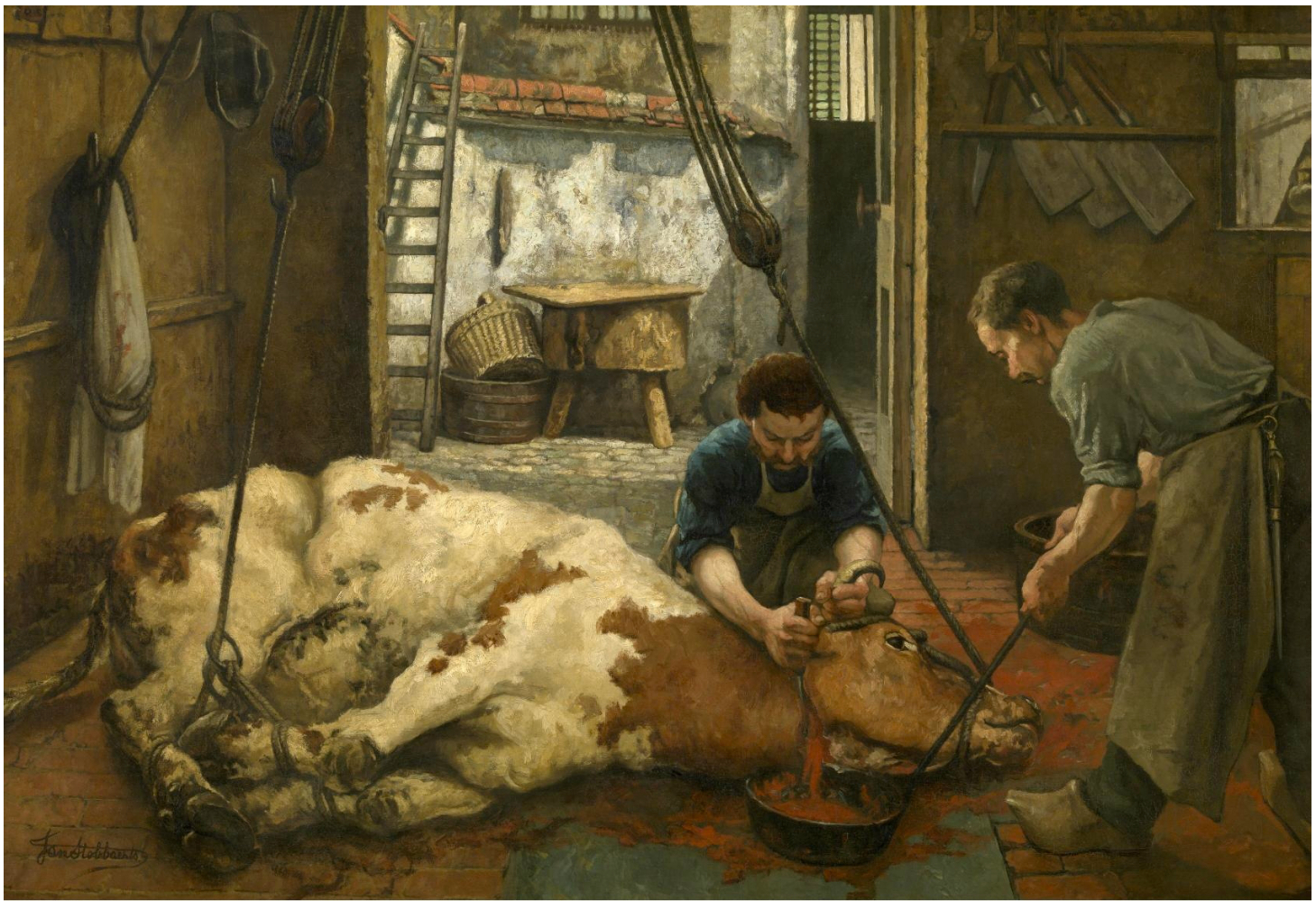
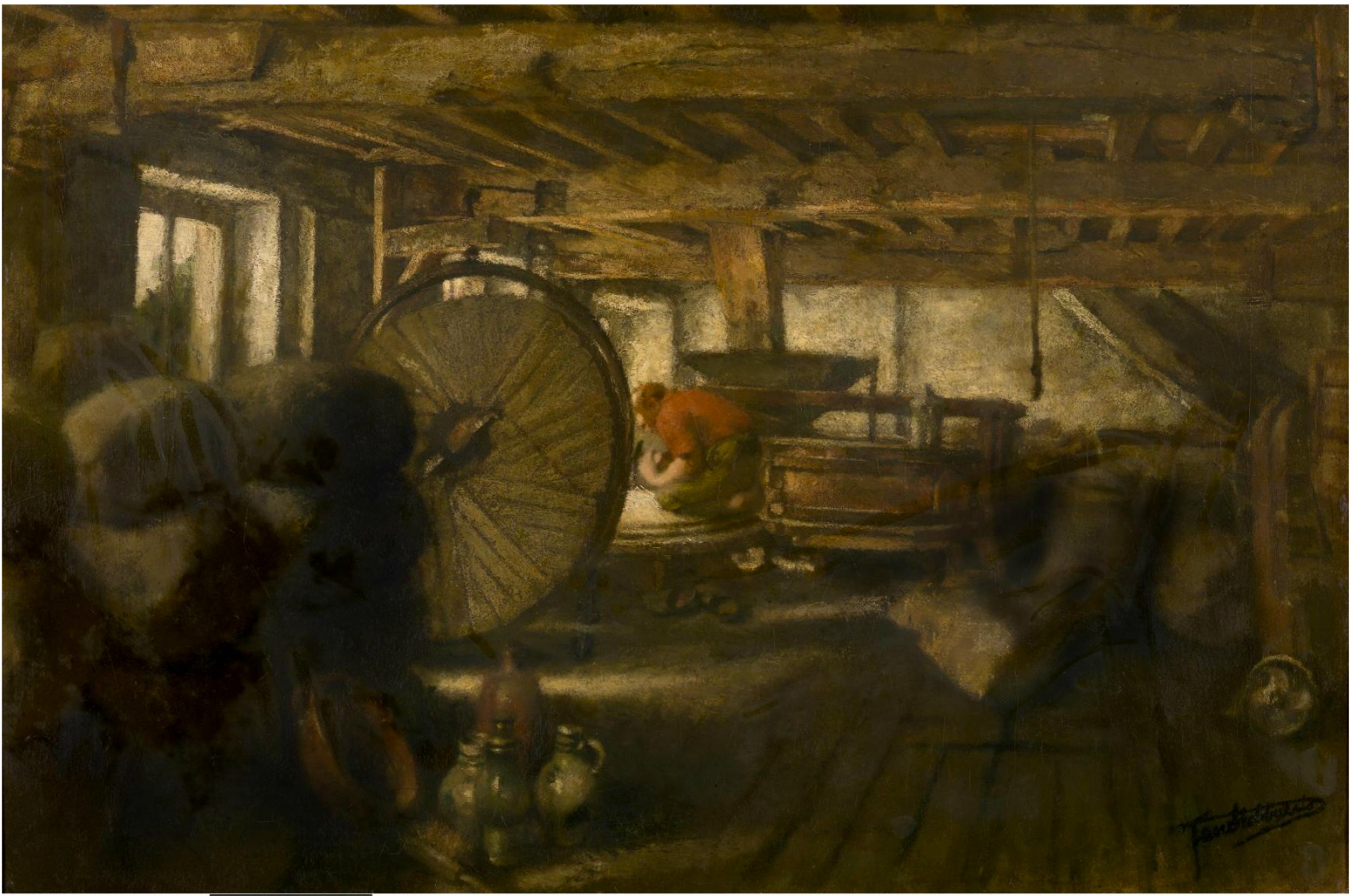
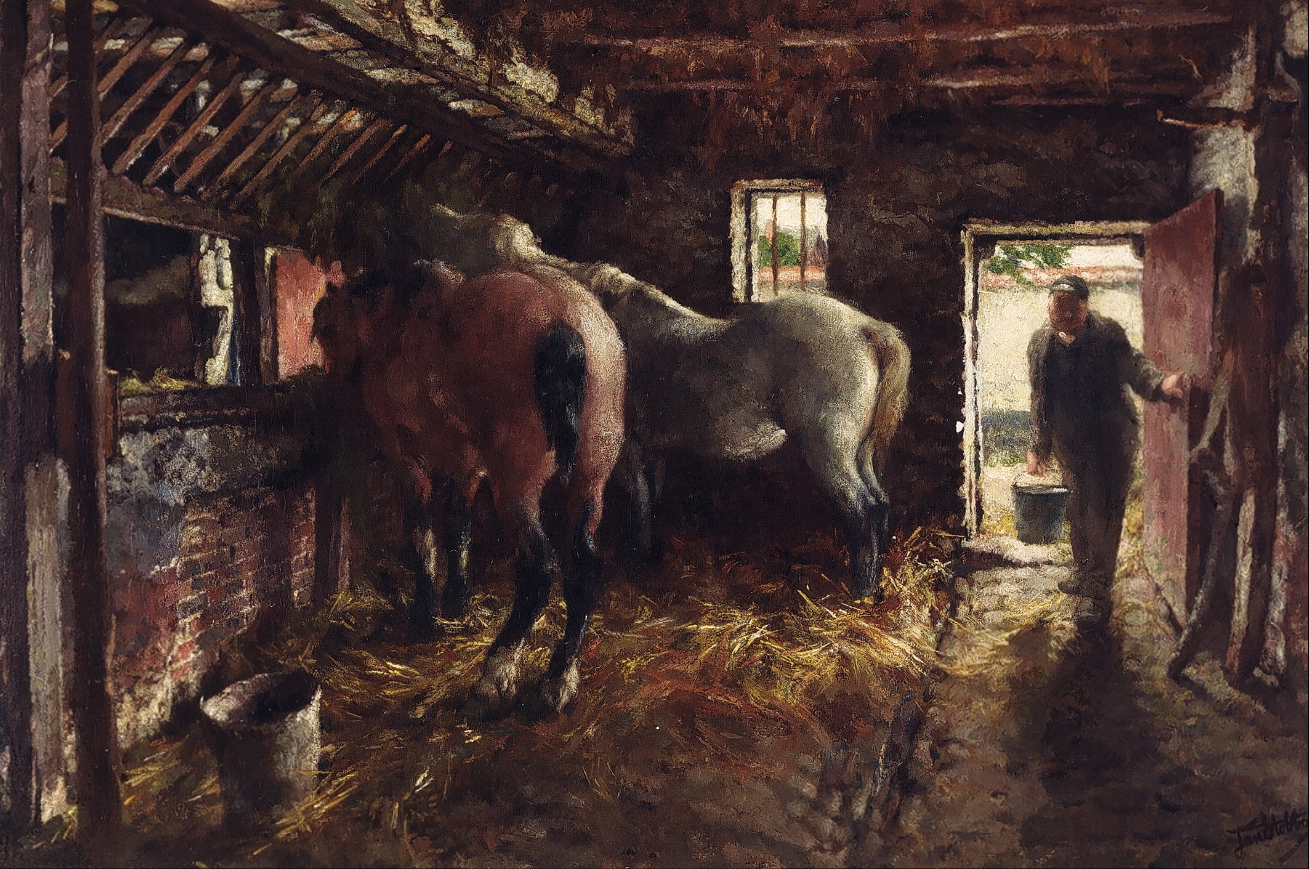
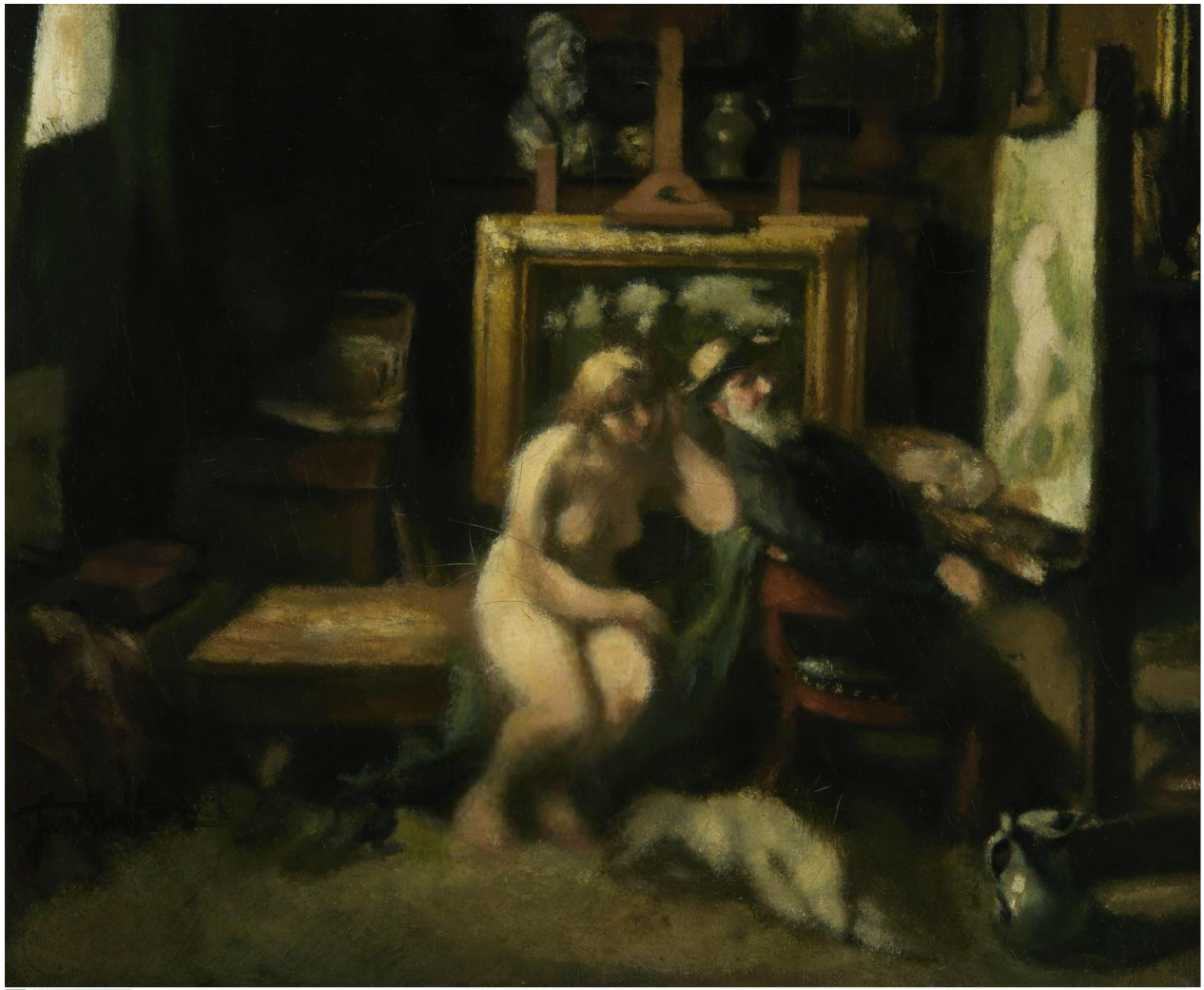
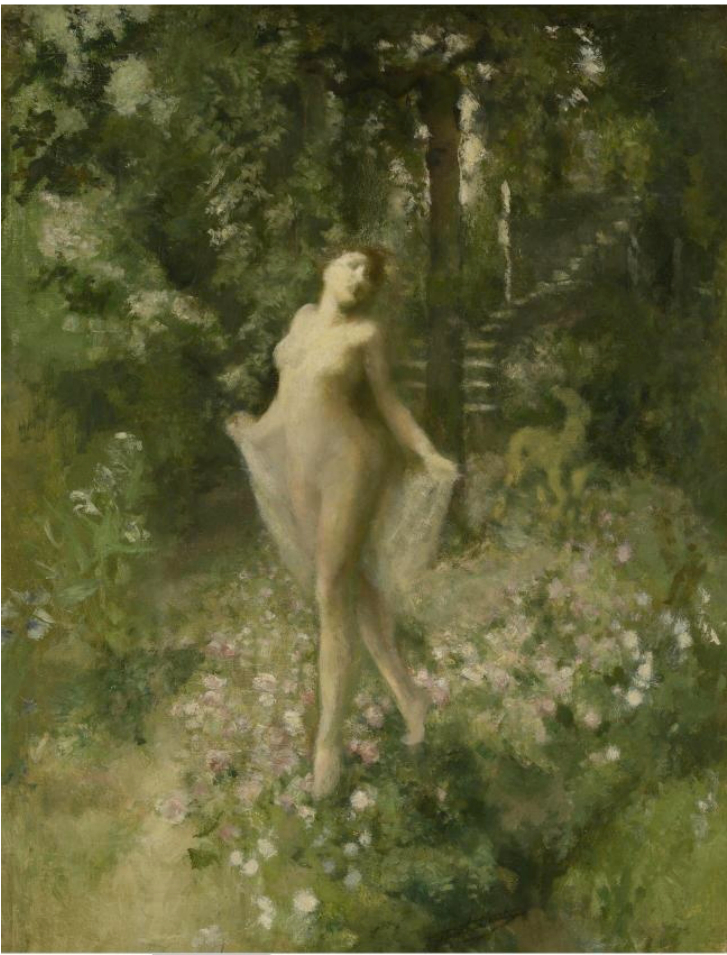